# Vízesés-alatti-barlang
A Vízesés-alatti-barlang az egyik olyan mesterséges üreg, amit barlangnak neveznek. A Duna–Ipoly Nemzeti Parkban, a pomázi Holdvilág-árokban található. Turista útikalauzokban is meg van említve.

## Leírás
A pomázi Holdvilág-árokban, az Y-ágú-barlangtól 30 méterrel északra, közvetlenül az időszakos vízesés alatt nyílik szürkésfehér amfiból-andezittufában. A jelenlegi bejárata vízszintes irányban hosszú, majdnem 10 méteres, elnyúló rés, melynek magassága a jobb oldalon 70 centiméter, balra pedig egyre keskenyedő. A jobb oldali nagyobb résen juthatunk be az észak felé tartó folyosóba. Ennek hossza 9,1 méter. A folyosó kijárat közeli része törmelékkel erősen feltöltődött, valószínűleg a vízesés által odaszállított anyagból, de a végponthoz közeledve egyre kevesebb a törmelék és az utolsó métereken már fel is állhatunk.
A folyosó eredetileg hasonló szelvényű lehetett mint a közeli Y-ágú-barlangé, vagyis 2 méter körüli szélességű és 2,2 méter körüli magasságú. Mintegy 15–16 m³ törmelék lehet még az üregben, pedig az 1980-as évek elején a Békásmegyeri Barlangkutató Csoport kb. 5–6 m³-t kitermelt. A végpont előtt 1,5 m-re, a szelvény felső részén itt is megtalálható a 70 cm sugarú, félkörös sík, úgy, mint az Y-ágú-barlangban.
Ezt az üreget már lényegesen kevesebben látogatják, mert a bejáratán csak kúszva lehet átjutni – nincsenek is benne újabb karcolások, modern falfestmények és a szemét is kevesebb.
Előfordul az üreg az irodalmában Holdvilág-árki-vizesés alatti barlangnyilás (Bertalan, Schőnviszky 1976), Vizes-barlang, Vizesés alatti barlang (Eszterhás 1993), Vízesés alatti üreg, Vízesés-barlang és Vízesés mögötti üreg neveken is.

## Kialakulás
A korábbi ismertetők közül ezt az üreget csak Erdélyi, Kucsera és Rappai tartják egykori tárónak, Ézsiás nem, pedig a közeli, formailag teljesen hasonló Y-ágú-barlangot annak véli ő is. Szelvényformájának hasonlósága, az Y-ágú-barlanghoz való közelsége – attól körülbelül 30 méterre nyílik – miatt ezt az üreget is egykori kultikus helynek ítélte meg Bresztovszky Ede, mely funkciójában összefügghetett az előbbivel. Eszterhás Istvánnak is ugyanez a véleménye.

## Kutatástörténet
Az 1920-ban napvilágot látott, Budapest Duna-jobbparti környéke című kiadványban szó van arról, hogy a Holdvilág-árok katlanában van két olyan barlang, amelyek folyosószerűek, látszólag mesterségesek és kb. 20–25 m hosszúak. Ezek közül az egyik a vízesés esésvonalában fekszik és ezért nagyon érdekes kinézni belőle a vízesésen át. Az 1924-ben kiadott, Budapest Duna-jobbparti környéke című könyvben meg van említve, hogy a Holdvilág-árok katlanában van két olyan barlang, amelyek kb. 20–25 m hosszúak, folyosószerűek és látszólag mesterségesek. Az egyik a vízesés esésvonalában van, emiatt nagyon érdekes kipillantani belőle a vízesésen keresztül.
Az 1926–1927. évi Barlangkutatásban szó van arról, hogy az 1923–1924-ben Tasnádi Kubacska András és Véghelyi Lajos által végzett denevér-megfigyelések során barna hosszúfülű-denevér (Plecotus auritus L.) került elő a Pilisvörösváron lévő Holdvilág-árok mesterségesen kivájt üregéből. Az 1929-ben publikált, Thirring Gusztáv által írt útikönyvben meg van ismételve az 1920-ban kiadott könyv Vízesés-alatti-barlangot bemutató része. A Turisták Lapja 1931. évi évfolyamában megjelent egy fénykép, amelyen a Holdvilág-árok vízesése látható és a vízesés hátterében egy üregnyílás figyelhető meg. A Turisták Lapja 1937. évi évfolyamában kiadott és Schőnviszky László által írt tanulmányban az olvasható, hogy a Holdvilág-árok vízesése alatt lévő két tárnaszerű nyílás teljesen mesterséges és régen szén után kutattak bennük.

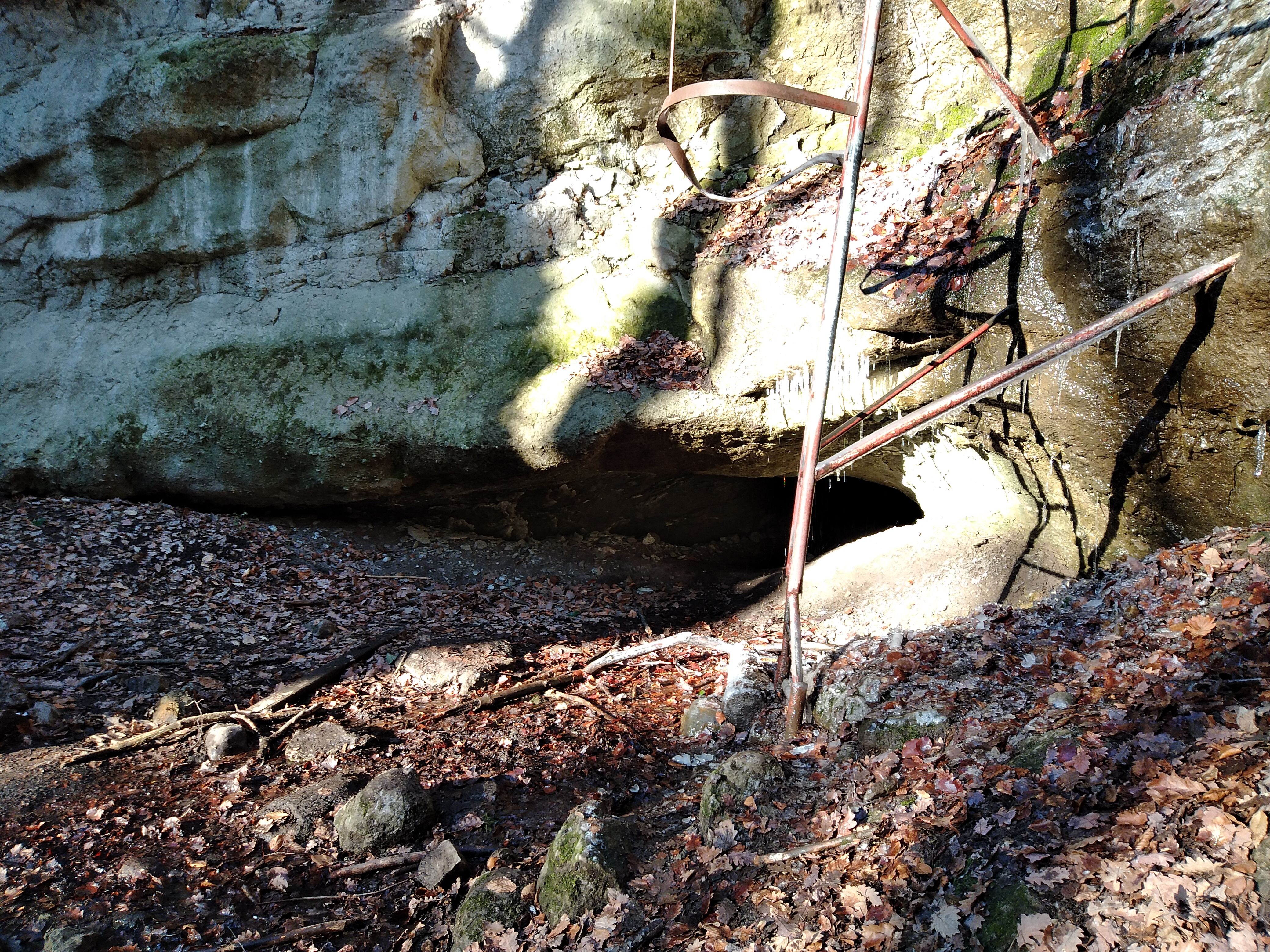
Az üreg bejárata 2021-ben

Az 1937-ben megjelent és Szeghalmy Gyula által írt könyvben szó van arról, hogy kiváló környékű barlangok vannak a Pomáz és Szentendre feletti Csikóvári-hegyek csoportjában, a Holdvilág-árok amfiteátrumszerű katlanában. A 20–25 m magas, katlant alkotó sziklafalak egyikéről a patak vize lefolyik. Ezt az esést különösen érdekessé teszi az, hogy az egyik kisebb, kb. 25–30 m hosszú barlang bejárata pontosan a vízesés mögött nyílik. Ha valaki bemegy a barlangba egy napfényes nyári napon és a lezuhanó vízfüggönyön át kinéz, akkor mintha erdei tündérek finom, meseszerű harmatfátyla libegne előtte. A szivárvány minden színében csillogó, porszerűen szitáló vízcseppek ködös homályán keresztül olyannak látszik a táj, mintha a legfinomabb pasztellszínekkel festett kép volna. A tájat és a barlangot érdemes felkeresni emiatt az élmény miatt is.
Az 1941-ben napvilágot látott Magyar turista lexikonban az van írva, hogy a Holdvilág-ároknak van két, folyosószerű barlangja. Az 1943. évi Barlangvilágban publikált írás szerint a Holdvilág-árok szakadékában két folyosószerű barlang van. Esőzés idején a víz 15 méteres vízeséssel zuhan alá a Holdvilág-árokba és ilyenkor az egyik barlangból, mely közvetlen a vízesés esésvonalában van, nagyon érdekes a kipillantás a vízfátyolon át. A barlangok állítólag mesterséges vájatok, de ez nem biztos. Lehetséges ugyanis, hogy eredetileg is volt ott természetes barlang, amelyet azután tovább bővítettek. Azért is valószínű ez, mert nem messze ettől a helytől tényleg van barlang, a Weislich-barlang.
Az 1948-ban kiadott, Szegő István által írt útikönyv szerint a Holdvilág-árokban felfelé haladva az árok sziklakatlanában (jobb oldalon) két kb. 20 m hosszú, mesterséges barlangfolyosó húzódik. Az egyikből, amelyik a vízesés esésvonalában van, nagyon érdekes kinézni. Van egy harmadik barlang is a sziklakatlanban, de ez beomlott és emiatt nem látszik. Kadić Ottokár 1952-es kéziratában meg van említve, hogy a Holdvilág-árok vízesése alatt lévő, tárnaszerű két nyílás mesterséges eredetű. Régen szén után kutattak itt.

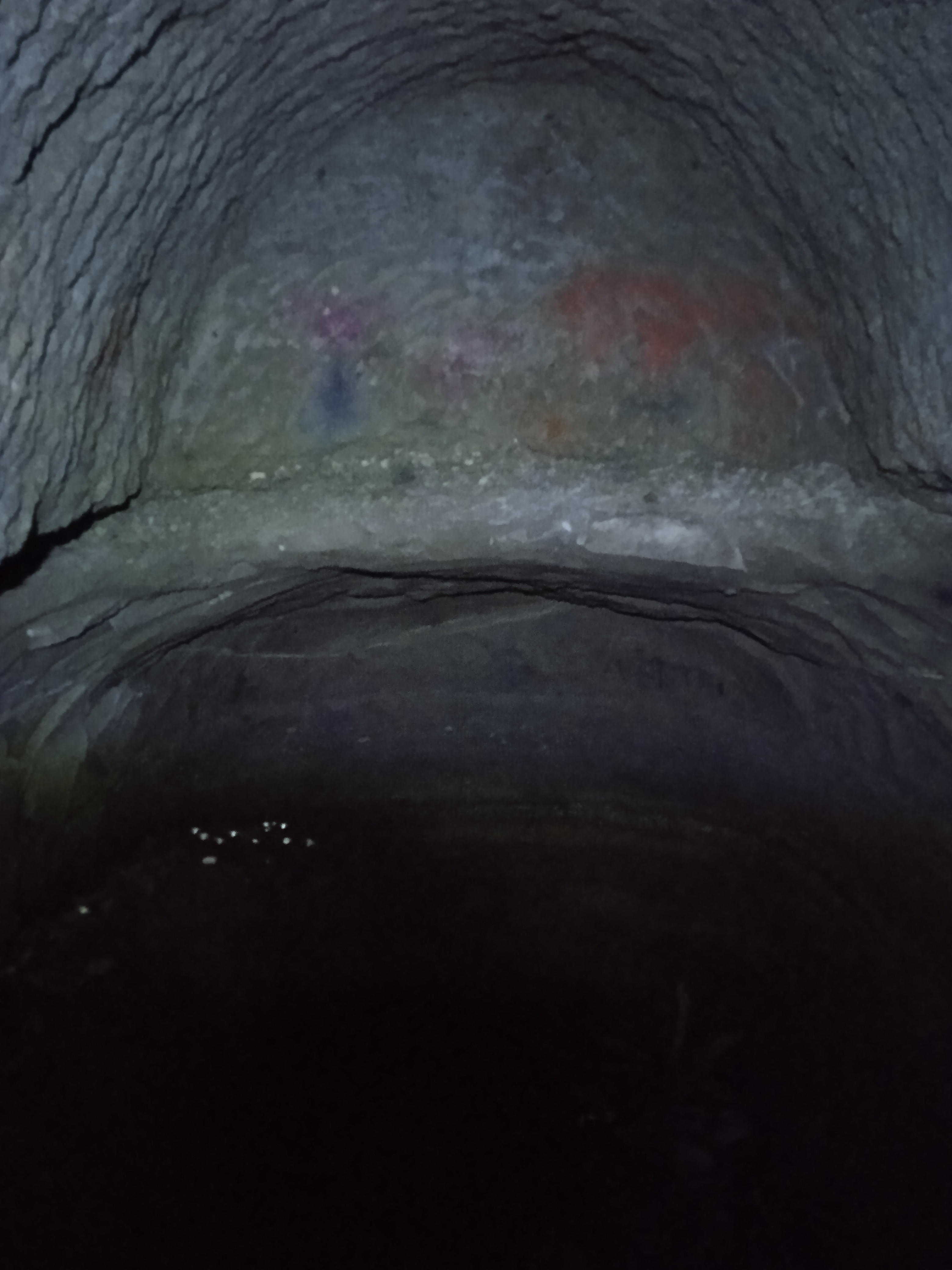
A Vízesés-alatti-barlang belseje

Az 1956. évi Természetjárásban Schőnviszky László közölte, hogy az általa írt és 1937-ben megjelent összeállításban a Holdvilág-árok barlangjánál említve van két mesterséges tárna, amelyekben régen minden bizonnyal szenet kerestek. Talán Kun Sándor volt az egyik, aki szenet keresett ebben a két tárnában. (Schőnviszky László szerint a Barra István által írt Tekintetes nemes Pest, Pilis és Solt törvényesen egyesült vármegyéknek természettudományi leírása című könyv (Pest, 1839) 84. oldalán említve van, hogy a Visegrádi-hegység patakjai, pl. a Holdvilág-árok vízfolyása eddig még felfedezetlen, bizonytalan helyről kőszén timsópala darabokat sodornak magukkal. A könyv 86. oldalán közölve lett, hogy Kun Sándort Pomázon utasították arra, hogy nyomozza ki a kőszén lelőhelyét. Kun Sándor eleget tett ennek a kérésnek.) Ha Schőnviszky László 1937-ben nem követte el azt a hibát, hogy mesterséges üreget barlangnak gondoljon, akkor Schőnviszky László 1956-ban sem nézi a természetes eredetű Sas-kövi-barlangot mesterségesen létrehozottnak.
Az 1964-ben kiadott, Geológiai kirándulások Budapest környékén című kiadványban meg van említve, hogy a Holdvilág-árokban lévő, kb. 21 m magas falú egykori kőbánya K-i sarkában található üregek elképzelhető, hogy búvóhelyek, tárnakikezdések. Az 1967-ben napvilágot látott, Pilis útikalauz című könyvben az van írva, hogy a Nagy-Csikóvár oldalába mélyülő Holdvilág-árok vízesése közelében több üreg figyelhető meg. A vízesés alatt nyíló két üreg valószínűleg mesterséges eredetű.
Az 1971. évi Archaeologiai Értesítőben lévő, Erdélyi István által írt tanulmányban szó van arról, hogy a Vörös Meteor TE által felállított létra alatt, az időszakos vízesés alatt egy keskeny „barlang” nyomai figyelhetők meg, amely pár méter hosszú volt néhány évtizede. Ez az üreg emberkéz munkájának eredménye. A közelében található az Y-ágú-barlang bejárata.
A Holdvilág-árok tárói valószínűleg fémbányászat nyomai. Magnezitben gazdag tufa volt az az anyag, amely itt bányászva lett minden bizonnyal a korai középkorban. A tufából iszapolással nyerték ki a magnezitet, majd kohósítással dúsították. Valószínűleg a közelben lévő Kovácsin fel is lett dolgozva az anyag. Az 1951-ben végzett vizsgálat szerint a mágnesvastartalom átlagban 2%, de néhány kis kiterjedésű helyen valószínűleg sokkal több. Az analízis kimutatott nyomokban nikkelt is. Részletesen át kellene vizsgálni, valamint össze kellene hasonlítani a telkibányai és a zalatnai emlékekkel a Holdvilág-árok bányászati emlékeit. Bányatörténeti, kohászattörténeti szempontból lenne legfontosabb a Holdvilág-árokban lévő emlékek további kutatása. A kovácsolás, a kohászat a honfoglalás korában és a koraközépkorban a titkokkal övezett mesterségek közé tartozott. Valószínűleg az sem véletlen, hogy ez az emlékcsoport éppen Kurszán, a szent fejedelem nemzetségének birtokán van.

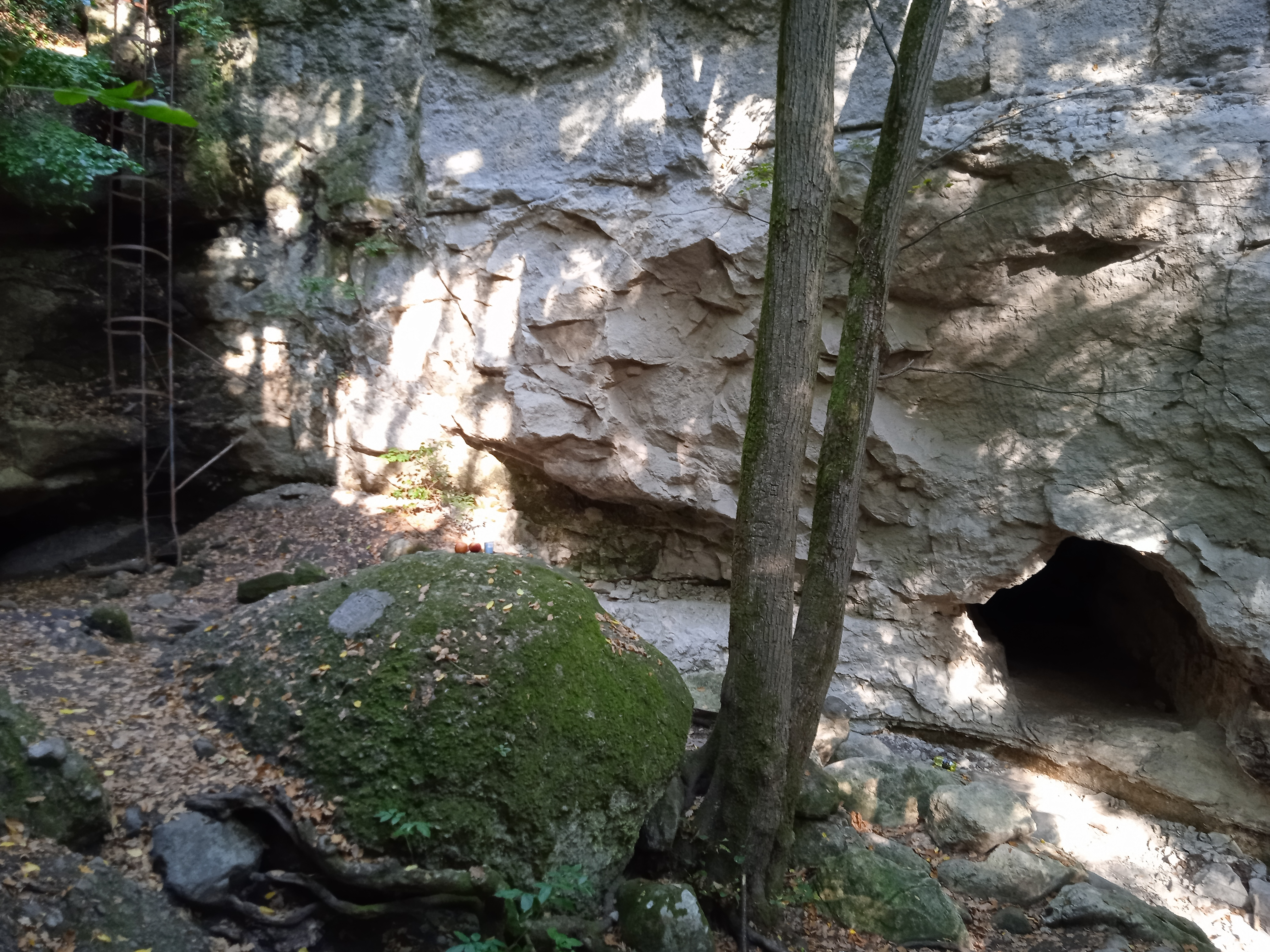
A Vízesés-alatti-barlang bejárata (balra) és az Y-ágú-barlang bejárata (jobbra)

Az 1974-ben kiadott, Pilis útikalauz című könyvben meg van ismételve az 1967-es útikalauz Vízesés-alatti-barlangot említő része. A Bertalan Károly és Schőnviszky László által összeállított, 1976-ban megjelent Magyar barlangtani bibliográfia barlangnévmutatójában meg van említve a Pilis hegységben lévő üreg Holdvilág-árki-vizesés alatti barlangnyilás néven. A barlangnévmutatóban meg van említve 2 irodalmi mű, amelyek foglalkoznak az üreggel.
Az 1980. évi MKBT Beszámolóban megjelent a Békásmegyeri Barlangkutató Csoport 1980. évi jelentése, amely szerint a csoport tagjai eddigi munkájuk során a Holdvilág-árok vízesése mögött lévő mesterséges üreg feltárásával együtt a környéket részletesen átvizsgálták azért, mert talán részben választ adhatnak a felszínen található, esetleges korai emberi tevékenység nyomai a csoport által feltárás alatt lévő mesterséges üreg néhány megválaszolatlan kérdésére (pl. mikor, kik, miért alakították ki és miért a vízesés mögött). A Vízesés-alatti-barlangtól balra 8 m-re, derékmagasságban valószínűleg egy sírjelet talált a csoport, amely nagyon lekopott. A jel mellett, attól 80 cm-re van egy kereszt, amely a szakkönyvek szerint fejedelmi nagyságot jelez.
A csoporttagok elképzelése szerint minden bizonnyal ugyanakkor hozták létre a három különálló, mesterséges üreget (Vízesés-alatti-barlang, Y-ágú-barlang és Weislich-barlang). Ezt jelzi az üregek azonos belmérete és az üregek kialakításának véséstechnikája. A tagok még nem tudják megmagyarázni, hogy miért lettek kialakítva a mesterséges barlangokon kívül, szálkőzeten lévő, szabályos, kerek, nem mély, vízszintes lyukak, amelyek a Weislich-barlang előtti járószint felett, valamint a vízesésétől balra vannak. Ezekbe valószínűleg egy csigarendszer vízszintes tartógerendáinak végei lettek beágyazva, hogy az üregek készítésekor kitermelt kőzetet a felszínre lehessen szállítani. A vízesés környékének részletes megfigyelése alapján arra következtettek, hogy a Weislich-barlang és az attól légvonalban kb. 50 m-re, de alacsonyabban elhelyezkedő Vízesés-alatti-barlang egy egymással összefüggő üregrendszert képeztek. Eróziós pusztulás később szétválasztotta a két üreget.

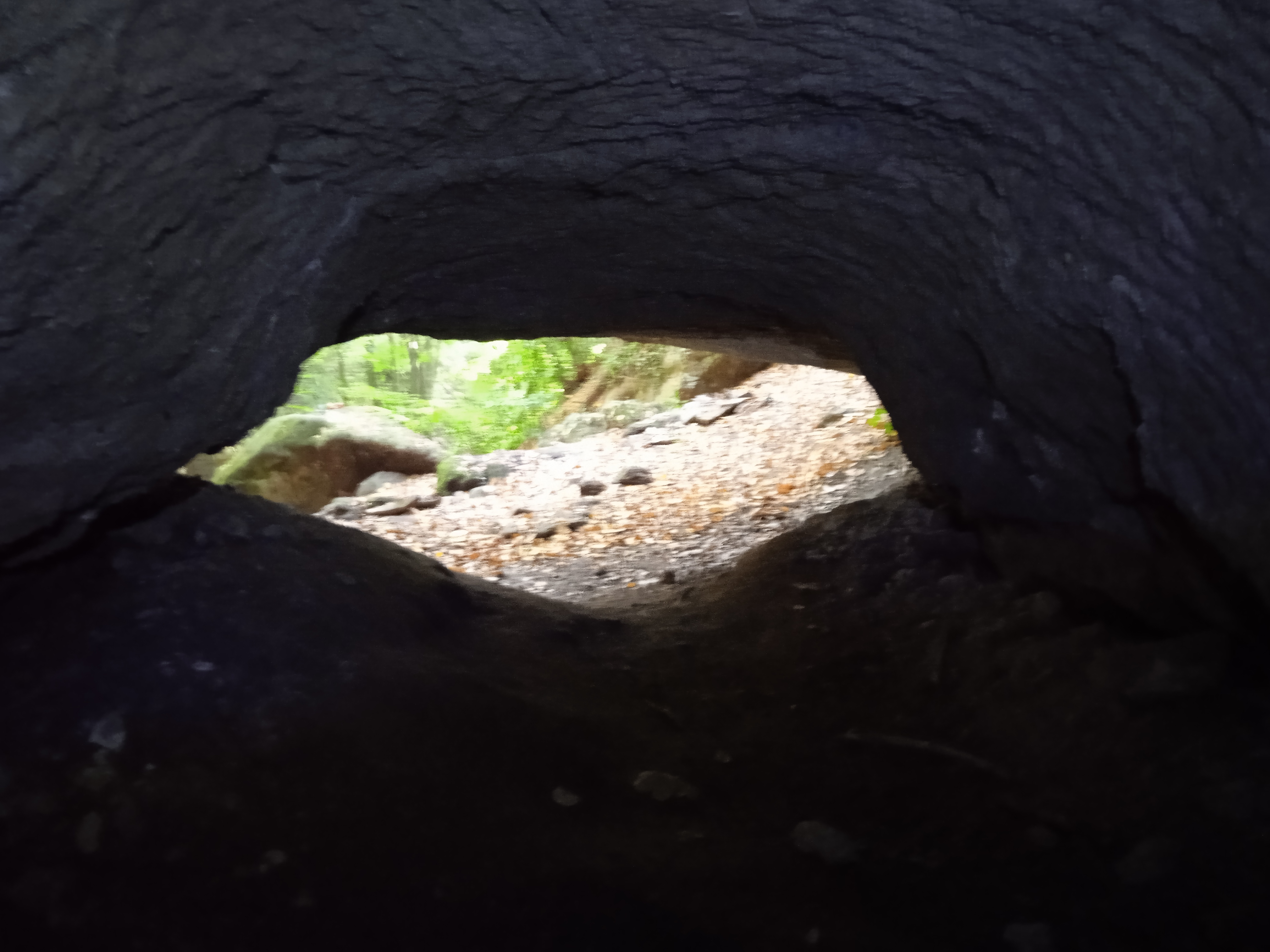
Kilátás a Vízesés-alatti-barlangból

Véletlenül felfedeztek egy 10 cm átlagvastagságú, több méter hosszan húzódó morzsalékos réteget, amely két vulkáni réteg közé ágyazódott be. Ez a réteg másodlagos gyémántot (gránát) tartalmaz. A gránát színe barna, átmérője 2–3 m. Ebből kb. 20–25 db található 1 kg kőzetben. Az Y-ágú-barlang térd- és derékmagasságban kettészeli ezt a réteget. Az üreg mindkét ágában folytatódik a rétegvonal, sőt, az üregen belül több réteg is megfigyelhető, amelyek egymással párhuzamosak. Mivel keménysége miatt (az üveget karcolja) minden bizonnyal alkalmas díszítőelemnek és ipari felhasználásra, ezért lehet, hogy összefüggés van a mesterséges barlangok készítése és egy esetleges korabeli bányaművelés között. A Vízesés-alatti-barlangban és a Weislich-barlangban ugyan még nem kerültek elő ilyen rétegek, de nincsenek még teljesen feltárva ezek.
Az 1982. évi MKBT Beszámolóban meg van említve, hogy az Aragonit Barlangkutató Csoport 1982-ben folytatta a Holdvilág-árok vízesése előtt elhelyezkedő előtér feltárását. A feltáró munka során eltávolítottak a csoport tagjai kb. 12 m³ eróziós törmeléket. Nem találtak kormeghatározó leletet az általuk feltételezett új járatban. Az 1983. évi MKBT Beszámoló szerint a csoport 1983-ban eltávolított 4 m³ törmeléket a Holdvilág-árok vízesése alatt. Az 1986-ban napvilágot látott Magyarország régészeti topográfiája című könyvben az van írva, hogy a Holdvilág-árok egyik emlékcsoportja a mesterséges barlangokból áll. Ezek közül az egyik az időszakos vízesés alatt található. Kora középkori fémbányászat nyomainak véli Erdélyi István is a Holdvilág-árokban lévő tárókat (Vízesés-alatti-barlang, Y-ágú-barlang és Weislich-barlang).

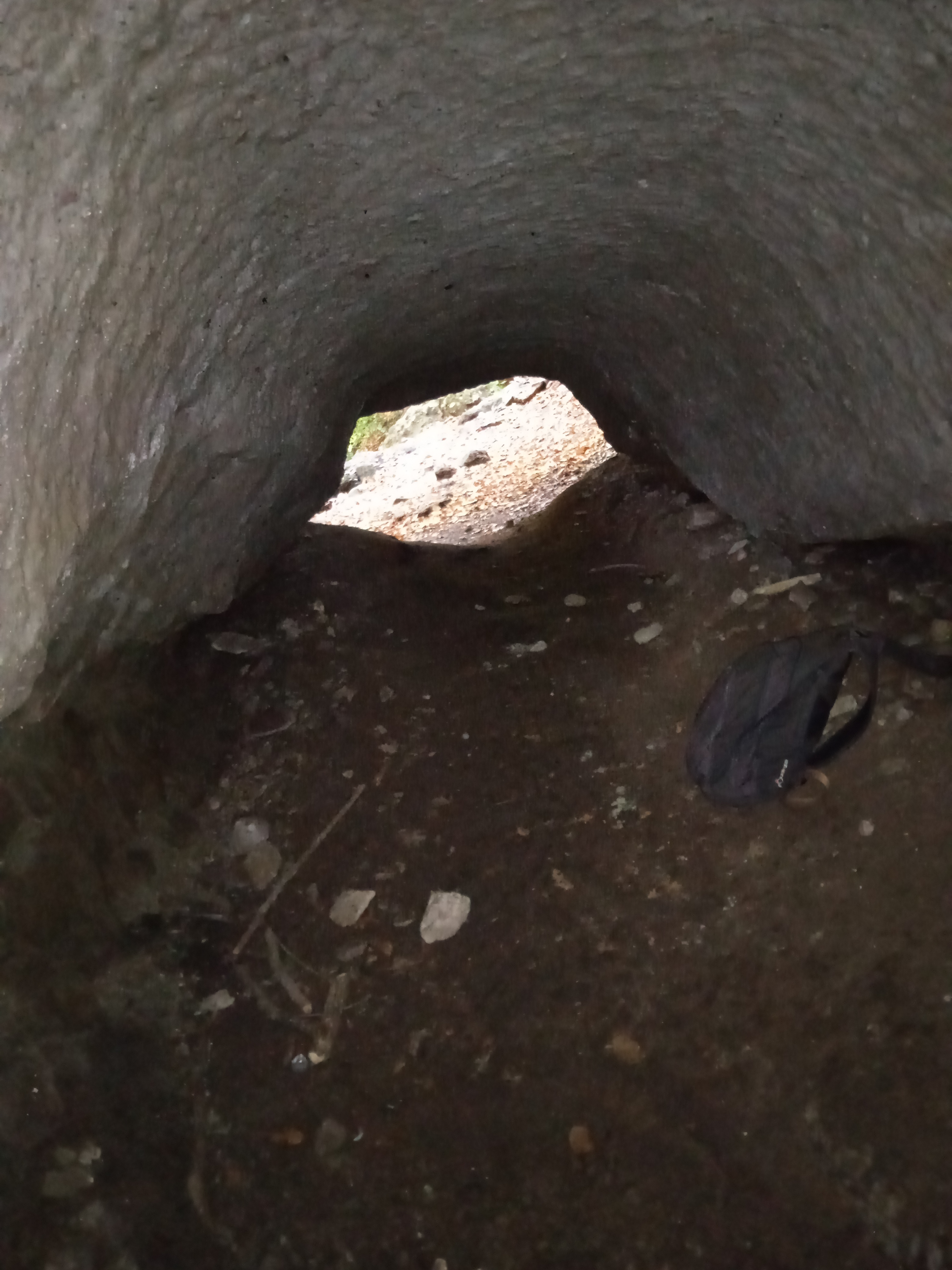
A Vízesés-alatti-barlang belseje

Az Eszterhás István által írt, Magyarország nemkarsztos barlangjainak lajstroma című, 1993-ban készült kéziratban az olvasható, hogy a Visegrádi-hegységben, a 4900-as barlangkataszteri területen, Pomázon található Vizesés alatti barlang andezitagglomerátumban lett kialakítva. A mesterségesen létrehozott, barlangnak nevezett üreg 15 m hosszú és 15 m magas. Az összeállításban fel van sorolva az a Magyarországon, nem karsztkőzetben kialakult, létrehozott 520 objektum (478 barlang és 42 mesterséges üreg), amelyek 1993 végéig ismertté váltak. Magyarországon 53 barlang, illetve mesterségesen létrehozott, barlangnak nevezett üreg alakult ki, lett kialakítva andezitagglomerátumban. A Visegrádi-hegységben 5 mesterségesen létrehozott, barlangnak nevezett üreg lett kialakítva nem karsztkőzetben.
A 2001. november 12-én készült, Magyarország nemkarsztos barlangjainak irodalomjegyzéke című kézirat barlangnévmutatójában szerepel a Vízesés-alatti-barlang. A barlangnévmutatóban fel van sorolva 24 irodalmi mű, amelyek foglalkoznak az üreggel. A 364., a 366. és a 458. tételek nem említik, a 363., a 365. és a 457. tételek említik. A 2005-ben megjelent, Magyar hegyisport és turista enciklopédia című könyvben található Holdvilág-árok szócikk szerint a Holdvilág-árok középső részén van a Weislich-barlang és több más üreg. Szintén az árok alsóbb szakaszán lévő barlangban van egy ősemberi kultuszhely. A 2013-ban publikált és Varga Gábor által írt tanulmányban a Pest megyében lévő Pomázon elhelyezkedő és 11257 lelőhely-azonosítójú Holdvilág-árok a mesterséges üregként nyilvántartott régészeti lelőhelyek közé van sorolva.
A 2014. évi Karsztfejlődésben megjelent tanulmányban az olvasható, hogy vannak barlangszerű, de mesterséges üregek a Visegrádi-hegységben, melyeket többnyire barlangnak is neveznek. Hét ilyen mesterséges üreg ismert 532 m hosszúságban. Legnagyobb jelentőséggel bír a pomázi Holdvilág-árok mesterségesen kialakított három ürege: a Vízesés-alatti-barlang, a Weislich-barlang és az Y-ágú-barlang. Nagy sajtóvisszhangot kapott az ásatások értékelése miatt a Holdvilág-árok mesterséges három ürege. A Széchy Dénes-barlang és a Holdvilág-árokban található három üreg (Vízesés-alatti-barlang, Weislich-barlang, Y-ágú-barlang) előterének régészeti ásatásával ókori, középkori és kora újkori leleteket fedeztek fel. A Visegrádi-hegység barlangszerű, de mesterséges 7 üregének egyike a Pomázon lévő, 9,1 m hosszú, 2,3 m mély és 2,3 m magas üreg.

## További irodalom
- Incze Attila: Ércesedési nyomok vizsgálata a Visegrádi-hegységben. Kézirat, szakdolgozat a JATE-n, Szeged. 1990.
- Mihály Péter: A Pest megyei kaptárkövek topográfiája. Studia Comitatensia – Tanulmányok Pest megye múzeumaiból, 3. 1975. 37–38., 47., 52. old.